# همه یک ملت
همه یک ملت فیلمی به کارگردانی  و نویسندگی حسین مختاری محصول سال ۱۳۶۹ است.

## خلاصه داستان
در یک روز طوفانی، وضع حمل همسر ساقی نزدیک شده و او به دنبال دکتر از منزل خارج می‌شود. وقتی به بیمارستان می‌رسد با تظاهرات مردم در زمان انقلاب اسلامی مواجه می‌شود. در درگیری ساقی نیز زخمی می‌شود. او را دستگیر و به پانزده سال زندان محکوم می‌کنند و وقتی از زندان آزاد می‌شود...

## بازیگران
- مجید جعفری
- توران مهرزاد
- اکرم محمدی
- محمود عزیزی
- ارژنگ فرخ پیکر
- ابراهیم آبادی
- ملیحه آبادی
- جمشید اسماعیل خانی
- گوهر خیراندیش
- مینو آهنگی
- فاطمه طاهری
- بهمن روزبهانی